# Henri de Nivelle
Henri (ou Henriet) de Nivelle est un maître verrier du XIVe siècle. Il est particulièrement connu pour avoir créé de nombreux vitraux de la primatiale Saint-Jean de Lyon, dont en particulier la grande rosace de la façade occidentale, en 1394.

## Biographie
On sait de lui qu'il est d'origine parisienne et qu'il s'établit à Lyon au plus tard en 1378.

## Réalisations
Henri de Nivelle est particulièrement connu pour la réalisation de plusieurs verrières de la primatiale Saint-Jean de Lyon ; il travaille durant l'achèvement de l'édifice, étant titulairede cette fonction depuis 1378. Il exécute notamment la grande rosace de la façade occidentale en 1394. Cette rosace, de douze mètres de diamètre, est dite « de l'Agneau » à cause du motif central qui l'orne.
Il est à noter que si Henri de Nivelle, par l'importance de ses réalisations, est l'un des verriers lyonnais les plus connus de cette période, il est issu d'une école particulièrement riche en talents qui compte près de trente artistes connus.